# Fencibles
Fencibles waren Infanterie- und Kavalleriemilizregimenter der British Army.
Sie entstanden im 18. Jahrhundert und wurden im Fall von Kriegen und Notfällen ins Leben gerufen. Ihr Einsatz blieb in der Regel auf Garnisons- und Patrouillenaufgaben beschränkt, wodurch die regulären Armeeeinheiten für offensive Operationen frei wurden. Ihre Offiziersstellen wurden an verdiente Offiziere auf Halbsold vergeben. Aufgestellt wurden sie von den Lord-Lieutenants der Counties. Im Gegensatz zur Yeomanry durften sie auch außerhalb der Countys eingesetzt werden.
Fencible-Regimenter wurden erstmals im Juli 1759 während des Siebenjährigen Kriegs in Nordamerika aufgestellt. Letztmals wurden Fencible-Regimenter 1812 anlässlich des Britisch-Amerikanischen Kriegs (1812–1815) aufgestellt und die letzten von ihnen schließlich im August 1816 aufgelöst.